# Ground Floor
Ground Floor est une série télévisée américaine en vingt épisodes d'environ 22 minutes créée par Bill Lawrence et Greg Malins, diffusée entre le 14 novembre 2013 et le 10 février 2015 sur TBS.
Cette série est inédite dans tous les pays francophones.

## Synopsis
Ground Floor suit Brody, un banquier jeune et réussi à Remington Trust, qui, après une aventure d'un soir avec Jenny découvre qu'elle travaille à l'entretien de son immeuble. De là, ils traitent avec leurs sentiments grandissants pour l'autre, au grand dam de leurs collègues, tout en essayant de trouver un équilibre entre leur environnement de travail extrêmement divergentes.

## Distribution
- Skylar Astin : Brody Carol Moyer
- Briga Heelan : Jenny Miller
- Rory Scovel : Mark « Harvard » Shrake
- Rene Gube (en) : Mike « Threepeat » Wen
- James Earl : Derrick Dupree
- John C. McGinley : Remington Stewart Mansfield
- Alexis Knapp : Tori (saison 1)
- Emily Heller (en) : Lindsay Harris (saison 2)

## Épisodes

### Première saison (2013-2014)
1. Pilot
2. Off to the Races
3. The New Office
4. The Gift
5. Take Me Out to the Ballgame
6. If I Were a Rich Man
7. Woman on Top
8. Dynamic Duo
9. The Decision: Part One
10. The Decision: Part Two

### Deuxième saison (2014-2015)
Le 6 mars 2014, la série a été renouvelée pour une deuxième saison diffusée depuis le 9 décembre 2014.
1. Unforgiven
2. Baked and Toasted
3. Space Invader
4. The Break-Ups
5. Mano-a-Mansfield
6. Love and Basketball
7. Wicked Wedding
8. The Mansfield Who Came to Dinner
9. The Proposal: Part One
10. The Proposal: Part Two

## Commentaire
Le 13 février 2015, la série est annulée.